# Adeu a les armes (pel·lícula de 1957)
 Adeu a les armes  (original: A Farewell to Arms) és una pel·lícula estatunidenca dirigida per Charles Vidor, estrenada el 1957 i doblada al català.

## Argument
El 1917 la Primera Guerra Mundial viu un any decisiu. En el front, la infermera britànica Catherine Bakley s'enamora del tinent estatunidenc Frederic Henry. Derrotat a Caporetto, l'exèrcit italià retrocedeix.

## Repartiment
- Rock Hudson: Tinent Frederic Henry
- Jennifer Jones: Catherine Barkley
- Vittorio De Sica: Major Rinaldi
- Luigi Barzini: El coronel del tribunal marcial
- Georges Brehat: Capità Bassi
- Oskar Homolka: Dr. Emerich
- Mercedes McCambridge: Sra. Van Campen
- Elaine Stritch: Helen Ferguson
- Kurt Kasznar: Bonello
- Victor Francen: Coronel Valentini
- Alberto Sordi: Pare Galli
- Leopoldo Trieste: Passini
- Franco Interlenghi: Ayrno
- Bud Spencer: El Carabinier
- Sam Levene (no surt als crèdits): Un sergent suís

## Nominacions
- 1957. Oscar al millor actor secundari: Vittorio de Sica

## Al voltant de la pel·lícula
És l'última gran producció de David O. Selznick, adaptació de la novel·la de Hemingway i que ja havia conegut dues versions anteriorment, el 1932:  Adeu a les armes dirigida per Frank Borzage, amb Gary Cooper i Helen Hayes; i el 1951 (Michael Curtis). Aquest remake havia de ser dirigit per John Huston, que es va enfrontar amb Selznick, i va ser substituït per Charles Vidor, més sumís amb el productor. El resultat va ser fluix i un gran fracàs comercial, que va acabar amb la carrera del productor d'Allò que el vent s'endugué